# Mary Phillips

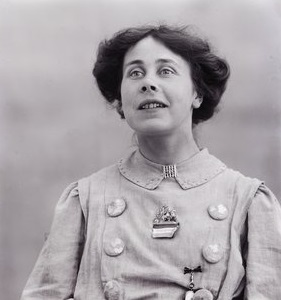
Mary Phillips, 1909

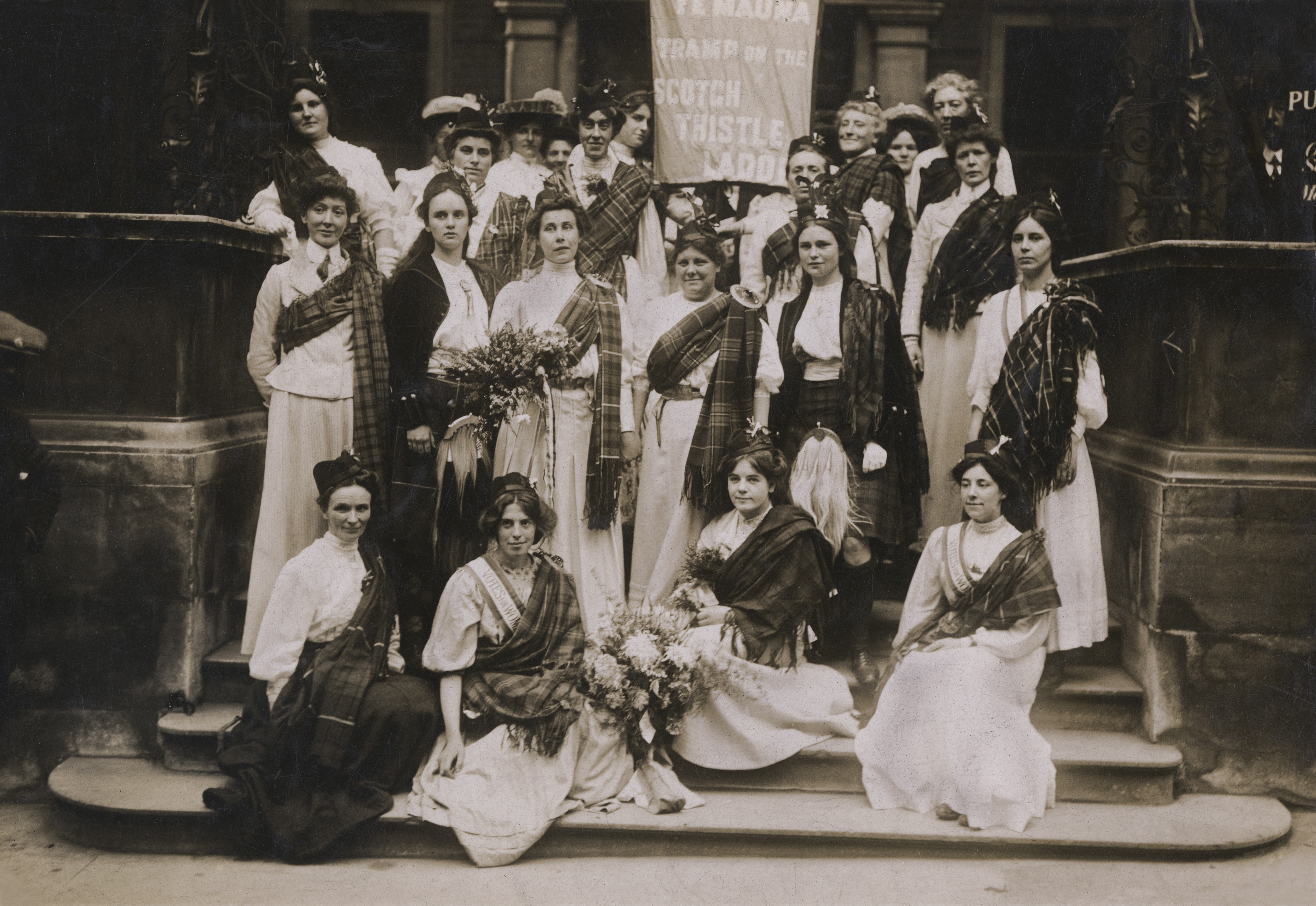
Mary Phillips (dritte von links) wird nach der Entlassung aus dem Gefängnis von Suffragetten mit Schärpen in Schottenmuster begrüßt; auf dem Banner Ye Mauna Tramp on the Scotch Thistle Laddie („Tritt nicht auf eine schottische Distel, Kumpel!“), 1908

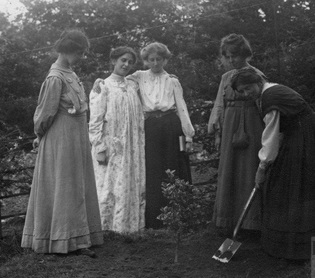
Millicent Browne beim Setzen eines Gedenkbaums im Garten des Eagle House mit Mary Phillips, Vera Wentworth, Elsie Howey und Annie Kenney (von links)

Mary Elizabeth Phillips (* 15. Juli 1880 in St Mary Bourne, Hampshire; † 21. Juni 1969 in Hove, Sussex) war eine englisch-britische Suffragette. Sie war die am längsten im Gefängnis sitzende Suffragette. Von 1904 bis 1913 arbeitete sie für Christabel Pankhurst als Organisatorin in der Women’s Social and Political Union (WSPU); nach einer überraschenden Entlassung dort arbeitete sie unter dem Namen Mary Pederson oder Mary Paterson für Sylvia Pankhursts East London Federation of Suffragettes. In ihrem späteren Leben unterstützte sie Frauen- und Kinderhilfsorganisationen.

## Leben
Phillips wurde als Tochter von William Fleming Phillips und seiner Frau Louisa Elizabeth, geborene Simms, geboren. Ihr Vater war Arzt und arbeitete in Glasgow.
Phillips wurde von ihrem Vater ermutigt, sich für Frauenrechte einzusetzen, und 1904 wurde sie bezahlte Funktionärin der Glasgow and West of Scotland Association for Women's Suffrage. Später berichtete sie, dass dies sie gelehrt habe, dass stille Kampagnenarbeit nicht ausreichen würde, und sie trat 1907 der radikaleren Women’s Social and Political Union (WSPU) bei und gründete eine Glasgower Zweigstelle der WSPU. Sie schrieb Artikel für Forward, die Zeitschrift der Glasgower Independent Labour Party, und unterstützte Helen Fraser bei Kampagnen im Wahlkreis East Fife.
Ihre nächste WSPU-Kampagne fand in West of England statt, wo sie Besuchspläne für Annie Kenney, Elsie Howey, Gladice Keevil und Clara Codd organisierte und später auf der Rednerbühne stand, als sie im November 1908 in Plymouth zusammen mit Annie Kenney und Mary Blathwayt sprach.
Im März 1908 wurde sie nach einer Demonstration vor dem Unterhaus zu sechs Wochen Haft im Holloway Prison verurteilt. Als Teil einer Delegation am 30. Juni 1908 mit Emmeline Pankhurst wurden zwölf Frauen, darunter neben Phillips Emmeline Pethick-Lawrence, Jessie Stephenson, Florence Haig und Maud Joachim, bei einem arrangierten Besuch beim Premierminister abgewiesen, und eine Gruppe von Unterstützerinnen versuchte, eine Polizeikette zu durchbrechen, die mit Gewalt reagierte, was zu einer weiteren Verhaftung und einer dreimonatigen Haftstrafe führte und Phillips zur am längsten inhaftierten Suffragette machte. Eine Postkarte mit dem Bild einer Suffragette, die von der Polizei verhaftet wird, soll Phillips darstellen.
Als Phillips aus dem Gefängnis entlassen wurde, wurde sie von Mit-Suffragetten mit Schärpen im Schottenkaro und Dudelsackspielern empfangen, die für ein Foto unter dem Slogan „Ye Mauna Tramp on the Scotch Thistle Laddie“ („Tritt nicht auf eine schottische Distel, Kumpel!“) posierten. Die anwesenden schottischen Suffragetten verglichen ihren Kampf mit William Wallace.
Phillips zeigte anderen Suffragetten verschiedene Formen des Protests, zum Beispiel unternahm sie zusammen mit Charlotte Marsh Kreidemalereien auf den Straßen in Lambeth, wobei Marsh nach Phillips’ Worten „spielend die Verhöhnungen und die grobe Behandlung“ ertrug, die die Frauen dabei erfuhren.
Ihr nächster Aufenthaltsort war ab Januar 1909 Newcastle upon Tyne, dann ging es zurück in den Süden nach Cornwall und Devon. Im April 1909 gehörte sie zusammen mit den Pankhursts, zwei der Kenney-Schwestern, Vera Wentworth, Minnie Baldock und Mary Gawthorpe zur Begrüßungsgruppe für die nächste entlassene Gefangene, Emmeline Pethick-Lawrence. Sie wurde zusammen mit 500 Suffragetten zu einem Festessen in ein Restaurant am Piccadilly Circus gebracht. Phillips wurde später im Jahr 1909 zusammen mit Vera Wentworth und Elsie Howie verhaftet, weil sie versucht hatten, ihre Teilnahme an einem reinen Männertreffen in Exeter zu erzwingen, bei dem der Leiter der Landwirtschafts- und Fischereibehörde sprach. Während ihrer siebentägigen Haft trat sie in den Hungerstreik und wurde nach vier Tagen „in bedenklichem Zustand“ entlassen. Andere WSPU-Führerinnen, Mary Blathwayt und Emily Blathwayt, schrieben in ihren Tagebüchern, dass Phillips an einer Ohnmacht litt, und Emmeline Pankhurst schrieb ihr:„Mein liebes Mädchen, pass auf dich auf und tu alles, was in deiner Macht steht, um deine Gesundheit und Kraft wiederzuerlangen.“ Phillips führte auch einen, wie Christabel Pankhurst es nannte, „großartigen Protest“ durch, indem sie sich über Nacht unter der Bühne versteckte, heraussprang und „Votes for Women“ rief und gegen die Inhaftierung von Patricia Woodlock protestierte, als zwei Kabinettsministern in der Liverpooler St. George’s Hall die Ehrendoktorwürde verliehen wurde.
Phillips wurde nach Eagle House, dem Haus der Familie von Mary Blathwayt eingeladen, um sich zu erholen und zum Gedenken einen Baum zu pflanzen (in Phillips Fall eine Stech-Fichte). Zudem erhielt Phillips die sogenannte „Hungerstreik-Medaille“.
Im November 1909 schrieb Phillips an Christabel Pankhurst und bat darum, von einer militanten Rolle entbunden zu werden, was Pankhurst voll und ganz unterstützte und in den nächsten drei Jahren geriet Phillips in keine weiteren Schwierigkeiten. Zu dieser Zeit wurde ihr die Aufgabe der WSPU-Organisatorin in Liverpool übertragen, die jedoch nur von kurzer Dauer war und dann von Ada Flatman übernommen wurde.
1910 wurde Phillips als WSPU-Organisatorin für Bradford entsandt, und als die Volkszählung 1911 stattfand, entzog sie sich der Zählung und schrieb auf das Formular für das WSPU-Büro: „KEINE WAHL KEINE ZÄHLUNG. Die Nachwelt wird wissen, wie sie über die Regierung zu urteilen hat, wenn sie darauf besteht, die nationalen Statistiken zu fälschen, anstatt nach ihren eigenen Prinzipien zu handeln und sich zu einer echten Volksvertretung zu machen“.
Phillips arbeitete in der WSPU hauptsächlich unter Christabel Pankhurst, die ihre Arbeit lobte und ihr Gehalt erhöht hatte. Ende 1912 hatte ihre eigene Mutter, die ebenfalls in der WSPU war, Phillips nicht an ihr Sterbebett in Cornwall gerufen, weil sie glaubte, dass die „Bewegung ihre Dienste [dringender] bräuchte“. Doch am 9. Juli 1913 wurde sie von Pankhurst entlassen, die ihr schrieb, „dass sie als Bezirksorganisatorin nicht effektiv sei“. Ursache könnte gewesen sein, dass Phillips nicht mehr für Militanz eintrat. Trotz ihrer langjährigen Tätigkeit im ganzen Land, vier Verhaftungen und eines Hungerstreiks musste Phillips in der Zeitschrift The Suffragette für ihre eigenen Dienste werben. Sie zog ins Londoner East End, wohnte in Canning Town und begann mit Nora Smyth für Sylvia Pankhursts rivalisierende East London Federation of Suffragettes zu arbeiten, in der neben Pankhurst auch Keir Hardie, Julia Scurr, Millie Lansbury, Evelina Haverfield, Nellie Cressall und George Lansbury tätig waren.
Sie nannte sich nun „Mary Pederson“ oder „Mary Paterson“. Phillips setzte sich weiterhin für den Sozialismus ein und schrieb für die Wochenzeitschrift The Women's Dreadnought für arbeitende Frauen. Sie wurde hauptamtliche, bezahlte Organisatorin für den Verband und arbeitete mit Rosa May Billinghurst zusammen. Phillips arbeitete von 1915 bis 1916 für die United Suffragists sowie für die Women’s International League for Peace and Freedom und für Save the Children. 1916 arbeitete sie für die New Constitutional Society for Women's Suffrage, die Militanz nicht unterstützte, wenn nicht ablehnte. Von 1928 bis 1955 war Phillips Redakteurin eines Nachrichtendienstes für das Brauereigewerbe und anschließend Redakteurin für den Council on Social Work Education. Sie schloss sich der Suffragette Fellowship und der Six Point Group an.
1955 beklagte sie in einem Interview den „sneaky way“, wie Frauen letztlich das Wahlrecht erhielten, als „eine Art Anti-Klimax“, aber „es war sehr gut, dabei gewesen zu sein“. Ein Jahr später schrieb sie eine Broschüre mit dem Titel The Militant Suffrage Campaign in Perspective, auch in der Befürchtung, dass die Erinnerungen an den Kampf um das Wahlrecht verblassen würden.
Mary Phillips starb 1969 in Hove in Sussex.